# Дгармакая
Дгармака́я (санскр. धर्मकाय, dharmakāya IAST, «сутнісне тіло», «тіло дгарми») або Ваджрака́я (санскр. वज्रकाय, vajrakāya IAST, «діамантове тіло») — найвище з трьох тіл Будди, абсолютна проява духовного змісту, сутности світобудови, збагненна тільки за допомогою вищого просвітлення.
Дгармакая відповідає сфері без форм і є недосяжною за допомогою почуттів або розуму.